# Rlogin
rlogin é um comando em sistemas operacionais UNIX e Linux que serve para logins remotos. Ele usa a porta TCP 513.